# 윌리암 헨드릭슨
윌리암 헨드릭슨 (William Hendriksen, 1900년 11월 18일 – 1982년 1월 12일 )은 미국의 저명한 성경 주석가이며 신약 신학학자이다. 그는 네덜란드의 헬덜란트 주 텔에서 태어나서, 가족이 1911년에 미국 미시간으로 이주하였다. 헨드릭슨은 칼빈 대학과 칼빈 신학교 교에서 공부했고, 피크 성경신학교에서 S.T.D.(신학박사과정)와 프린스턴 신학교에서 박사학위(Th.D.)를 받았다. 헨드릭슨은 미국기독개혁교회(Christian Reformed Church)에 속한 목사로, 주석을 위해 특별한 은사를 부여받은 철저한 개혁주의자요 복음주의자이며, 매우 근면하고 경건한 신약학자이자 탁월한 성경주석가였다. 그는 칼빈신학교에서 신약학 강의를 맡아 많은 후진을 길러냈고, 오랫동안 강단에 서서 강의와 설교를 통해 깊은 영적 감화를 끼쳤다. 개혁주의적이고 학적으로 매우 깊이가 있는 「신약 주석 시리즈」(New Testament Commentary)를 저술했던 헨드릭슨은 로마서 주석을 마지막으로 집필한 후 1982년 1월 소천하여 그를 대신하여 시몬 키스트메이커가 나머지 신약 주석을 완간하였다.